# Varga Beáta
Varga Beáta (Budapest, 1975. november 14.–) magyar író, szerkesztő és viselkedéselemző. Többnyire sci-fi- és fantasytörténeteket publikál, hol K. Varga Beáta, hol On Sai néven. A hazai sci-fi és fantasy közéletben 2004 óta tölt be fontos szerepet.

## Pályája
Már gyermekkorától érdekelte a történetmesélés és a science fiction. 2004-ben csatlakozott a Delta Műhely nevű írókörhöz, melyet Kleinheincz Csilla vezetett. 2006-ban vett részt élete első novellapályázatán, melyen első helyezést ért el. 2007-ben csatlakozott az Avana Egyesülethez, majd a rá következő három évben koordinálta a Zsoldos Péter-díjat, segített a HungaroCon szervezésében és kerekasztal-beszélgetéseket moderált. 2011-től 2023-ig a Könyvmolyképző Kiadó szerkesztője és annak íróiskolájának megalapítója, valamint az Aranymosás Irodalmi Magazin vezetője. Megvalósította az ország legnagyobb regénypályázatát, az Aranymosás Irodalmi Válógatót, és kidolgozta a pszichológia módszertanán alapuló független lektorrendszert.
2023-ban megalapította a Tehetség Íróstúdiót, ahol írókat és szerkesztőket képez. Mellette művészetterapeutaként és life coachként dolgozik. 
2007 óta publikál vallási, illetve pszichológiai sci-fi novellákat. Első sci-fi regénye, a Calderon, avagy hullajelölt kerestetik (2012) a humorával hatalmas közönségsikert aratott. Másik népszerű felnőtt sorozata a Szivárgó sötétség, ami idehaza egyedülálló vallási űropera ciklus. Jelenleg három korosztálynak ír fantasztikumot, legtöbben a young adult regényeiről ismerik pl. Apa, randizhatok egy lovaggal? vagy a Vágymágusok sorozat.

## Bibliográfia

### Novellák
- A fajellenőr (Ellenérdek antológia, Cherubion kiadó, 2007)
- Hogyan ölne Jung? (Új Galaxis 11, 2007)
- Nyolc négyzetméter a világ (Erato antológia, Delta Vision kiadó, 2007)
- Esővágy (Erato antológia, Delta Vision kiadó, 2007)
- Csak egy mottó (Avana Arcképcsarnok, 2007)
- Csak mi, lélekharcosok (Szőrös Kő 2008/2)
- Mimikri (Galaktika, 2008. május)
- Szemünk fénye (Galaktika, 2009. október)
- Fényt! (Hihetetlen, 2010. május)
- Inga (Galaktika, 2010. március)
- Áldott légy, Szent Struktúra! (Galaktika, 2011. február)
- Az emlékkufár (Galaktika, 2011. szeptember)
- Termékvisszahívás (Galaktika, 2013. február)
- Utálom a hétfőt! (Érints meg, 2017)

#### Novelláskötet
- On Sai: Esővágy; Könyvmolyképző, Szeged, 2016 (Vörös pöttyös könyvek)

### Regények
- Calderon, avagy hullajelölt kerestetik (Könyvmolyképző, 2012)
- Calderon, avagy felségáruláshoz bricsesz dukál (Könyvmolyképző, 2013)
- Szivárgó sötétség sorozat 1. kötete – Scar (Könyvmolyképző, 2013)
- Szivárgó sötétség sorozat 2. kötete – Lucy (Könyvmolyképző, 2014)
- Apa, randizhatok egy lovaggal? (Könyvmolyképző, 2015)
- Szivárgó sötétség sorozat 2.5 kötete – Szürke szobák (kisregény, Könyvmolyképző, 2016)
- Szivárgó sötétség sorozat 2.7 kötete – Miogin bázis (Könyvmolyképző, 2017)
- Alfabéta Mágustanoda 1. kötet – Segítség, támadnak a betűk! (Könyvmolyképző, 2018)
- Szivárgó sötétség sorozat 3. kötete – Artúr (Könyvmolyképző, 2019)
- Vágymágusok sorozat 1. kötete – Álruhában (Könyvmolyképző, 2019)
- Vágymágusok sorozat 2. kötete – A két herceg (Könyvmolyképző, 2020)
- Vágymágusok sorozat 3. kötete – A gyógyítók (Könyvmolyképző, 2022)

### Ismeretterjesztő irodalom
- A siker tintája – Kalandos lépések az írói karrier útján (Könyvmolyképző, 2017)

## Külső hivatkozások
- Varga Beáta az Instagramon
- Varga Beáta a Moly.hu-n (magyarul)
- Interjú az írónővel
- Az írónő profilja a Magyar Scifitörténeti Társaság weboldalán
- Az írónő blogja
- Interjú a Cultura.hu oldalon
- On Sai Patreon profilja